# Richard Saage
Richard Saage (* 3. April 1941 in Tülau, Provinz Hannover) ist ein deutscher Politologe und emeritierter Professor für Politische Theorie und Ideengeschichte mit den Forschungsschwerpunkten Geschichte der politischen Ideen und der Sozialutopien, Demokratietheorien, Theorien über den Faschismus, Politische Konzeptionen der Sozialdemokratie in der Zwischenkriegszeit in Deutschland und Österreich sowie Deutscher Konservatismus.

## Leben
Saage studierte zwischen 1965 und 1972 in Frankfurt am Main Politikwissenschaft, Philosophie und Geschichte und wurde dort 1972 bei Iring Fetscher mit einer Arbeit über die Staats- und Gesellschaftstheorie Immanuel Kants promoviert. Nach einem Studienaufenthalt an der Harvard University 1972/73 war er von 1973 bis 1976 wissenschaftlicher Assistent bei Helga Grebing am Lehrstuhl für Neuere Geschichte an der Universität Göttingen. 1976 wurde er gleichfalls in Göttingen Akademischer Rat und 1984 apl. Professor am Seminar für Politikwissenschaft. Er habilitierte sich 1981 mit einer Arbeit über die Vertragslehre in der Niederländischen und Englischen Revolution. Von 1992 bis 2006 war er Professor für Politische Theorie und Ideengeschichte am Institut für Politikwissenschaft der Martin-Luther-Universität Halle-Wittenberg. Seit 1998 ist er ordentliches Mitglied der Sächsischen Akademie der Wissenschaften zu Leipzig. 2021 erhielt Saage den Victor-Adler-Staatspreis für Geschichte sozialer Bewegungen.

## Forschung
Eigentum, Staat und Gesellschaft bei Immanuel Kant
In der 1973 publizierten Dissertation (2. Aufl. 1994) geht es um die strukturelle Verklammerung von Kants Eigentumsbegriff mit seiner praktischen Philosophie. Dazu betrachtet Saage die kantsche Rechtslehre aus der hermeneutischen Perspektive des Besitzindividualismus und knüpft damit an die einflussreichen Arbeiten des kanadischen Politikwissenschaftlers C. B. Macpherson an, der mit diesem interpretativen Rahmen die Genese des englischen Frühliberalismus und die Krise der liberalen Demokratie untersucht hatte. Damit betrat Saage Neuland insbesondere bei der Interpretation der  Metaphysik der Sitten, die quer stand zur gleichzeitig einsetzenden liberalen Aufwertung Kants im Gefolge von John Rawls’ Veröffentlichung A Theory of Justice (1972).
Saage leitet die besitzindividualistische Komponente von Kants Eigentumsbegriff direkt aus der Struktur von Kants Eigentumserwerbstheorie ab. Da Kant die Eigentumsentstehung als individuellen Okkupationsakt entwirft, kann demonstriert werden, wie deren Rechtmäßigkeit allein vom Zeitpunkt der Besitzergreifung abhängt und daher gegenüber der materialen Verteilung gleichgültig ist. Jede sozialstaatliche Interpretation von Kants Rechtslehre müsse daher berücksichtigen, dass Kant „auf der Basis einer relativ breiten Streuung des Besitzes am Boden für einen Eigentumsbegriff optiert, der von sozialen Restriktionen weitgehend entlastet ist“. Insofern ist die besitzbürgerliche Instrumentalisierung des Staates über den Rechtsbegriff bereits in die theoretischen Prämissen der Eigentumslehre eingeschrieben und wird durch die negative Anthropologie, die die menschliche Triebstruktur im Prinzip mit derjenigen „des konkurrierenden Besitzbürgers“ identifiziert, noch verstärkt.
Das Grundprinzip des kantschen Minimalstaates hat Saage später sehr pointiert zusammengefasst: „Jeder hat das Recht auf Eigentum, wenn er welches hat, aber kein Recht auf Eigentum, wenn er keines hat.“ Gleichwohl kann die kantsche Rechtstheorie vor dem Hintergrund einer vorindustriellen Gesellschaft laut Saage durchaus noch als fortschrittlich gelten. Aber: „In langfristiger Perspektive musste sein Gesellschaftsmodell konservativ werden, weil er die Entfaltung der Marktgesellschaft auf dem Niveau der Kleinproduktion als vollendet betrachtete“ Saages Dissertationsschrift wurde intensiv rezipiert, wobei sich die Kritik auf die Unterschätzung des Postulats der praktischen Vernunft (lex permissiva) für die Eigentumsableitung (Metaphysik der Sitten § 2) und auf die Überschätzung der utilitaristischen Anthropologie für die Staatsbildung bezog.
Utopieforschung
Saage veröffentlichte 1991 seine Studie über die politischen Utopien der Neuzeit in einer paradoxen Situation. Einerseits hatte eine unerwartete demokratische Revolution gerade die staatssozialistischen Regime in Osteuropa hinweggefegt und damit die utopische Fantasie der Politik beflügelt. Anderseits war bereits absehbar, dass sich die utopische Energie dieser Emanzipationsbewegung in einer bloß „nachholenden Revolution“ (Habermas) erschöpfte, die sich zwar ursprünglich am sozialdemokratischen Sozialstaat westeuropäischen Typs orientierte, deren politische Dynamik aber gleichwohl vom neoliberalen Diskurs geschickt zum Ausbau der eigenen Hegemonie genutzt und zur Destruktion der „alten“ sozialdemokratischen Errungenschaften kanalisiert wurde. Symptomatisch dafür war, dass die kurzzeitige Konjunktur politischer Utopie im Gefolge der Revolution im hegemonialen Rahmen der Totalitarismusdoktrin zu diesem Zeitpunkt bereits zu einer negativen Utopie, d. h. einem ebenso illusionären wie gefährlichen „Nicht-Ort“ geworden war. Das Zusammenfallen mit dem politischen „Umkippen“ des Utopiebegriffs sicherte Saages Monografie eine große öffentliche Aufmerksamkeit.
Ausgehend von den ebenso archetypischen wie paradigmatischen Entwürfen bei Platon und Thomas Morus wird hierin die neuzeitliche Traditionslinie der politischen Utopie von Tommaso Campanella bis hin zu Marge Piercy untersucht. Innovativ für die Utopieforschung war insbesondere die ausführliche Einbeziehung der „schwarzen Utopien“ (Dystopien) im Anschluss an Jewgeni Iwanowitsch Samjatin und die Würdigung postmaterialistischer und feministischer Utopieentwürfe (Ernest Callenbach, Ursula K. Le Guin). Das methodische Fundament von Saages Utopieforschung stellt der zugrunde gelegte Utopiebegriff dar. Im Anschluss an Norbert Elias geht Saage davon aus „daß politische Utopien Fiktionen innerweltlicher Gesellschaften sind, die sich entweder zu einem Wunsch- oder einem Furchtbild verdichten. Ihre Zielprojektion zeichnet sich durch eine präzise Kritik bestehender Institutionen und sozio-politischer Verhältnisse aus, der sie eine durchdachte und rational nachvollziehbare Alternative gegenüberstellt.“ Politische Utopien „loten innerweltlich greifbare ‚Möglichkeiten des auch anders sein Könnens‘ aus und sind somit stets zukunftsorientiert gerichtet.“ Sie unterscheiden sich von diversen Fiktionen wie etwa metaphysisch oder religiös motivierten Zukunftserwartungen oder Vergangenheitsinterpretationen ebenso wie von Träumen, Märchen oder Mythen. Der Mensch wird konstruktiv als erschaffendes Subjekt aufgefasst, dem Kontraktualismus hobbesscher und lockescher Prägung ähnlich, auch wenn in der Utopie im Gegensatz zum subjektiven Naturrecht eine dem Einzelnen vorangestellte Vernunftidee zugrunde gelegt wird.
Auch Dystopien können die Eigenschaft als Utopie beibehalten, sofern sie als Negativfolie diskursiv auf gesellschaftliche Alternativen hinweisen, und stellen insofern ebenfalls politische Utopien dar, da sie die von Gemeinwesen affirmativ oder aversiv interpretierten Imaginationen repräsentieren. Weitere Literaturgenres wie die Robinsonade, der Bildungsroman, die Schäferidylle (Fokus auf Individuen), die Satire (ohne Alternativoption) oder Science-Fiction (Marginalisierung der sozialen Dimension) sind somit von der politischen Utopie zu unterscheiden. Ebenfalls im Gegensatz dazu steht das „Bilderverbot“ der Gründungsväter des Marxismus, welches die konkrete Gestalt des zukünftigen kommunistischen „Reichs der Freiheit“ offenließ, während die Utopie gerade darin ihren Kern findet.
Obgleich Saage damit einen engen idealtypischen Utopiebegriff anlegt, der das heuristische Kontrastpotential schärfen soll und dafür das Defizit historischer Vollständigkeit in Kauf nimmt, ist der Begriff der politischen Utopie nicht auf staatlich verfasste Gesellschaften begrenzt. Deshalb wird an die Unterscheidung zwischen „archistischer“, d. h. herrschaftsbezogener, und „anarchistischer“, d. h. herrschaftsfreier Utopie angeknüpft, die Andreas Voigt bereits 1906 vorgeschlagen hatte. Kritik zog insbesondere die enge Fassung des Utopiebegriffs auf sich, der zu dogmatisch an den „klassischen Utopiebegriff“ von Morus anknüpfe. Durch die Ausblendung der intentionalen Utopiedimension gerate auch der „materialistische Messianismus“ des Marxismus, wie er insbesondere von Ernst Bloch und Walter Benjamin vorgetragen wurde, aus dem utopischen Blickfeld. Saage hat auf diese Kritik im Vorwort zur zweiten Auflage reagiert und durch vertiefte historische Forschungen zu entkräften gesucht.

## Schriften (Auswahl)
Monographien
- 1973: Eigentum, Staat und Gesellschaft bei Immanuel Kant. Kohlhammer, Stuttgart 1973. 2. aktualisierte Auflage: Nomos, Baden-Baden 1994, ISBN 3-7890-3489-4.[11]
- 1976: Faschismustheorien. Eine Einführung. Beck, München 1976. 4., durchgesehene Auflage: Faschismustheorien. Nomos, Baden-Baden 1997, ISBN 3-7890-4760-0.[12]
- 1981: Herrschaft, Toleranz, Widerstand. Studien zur politischen Theorie der Niederländischen und der Englischen Revolution. Suhrkamp, Frankfurt 1981, ISBN 3-518-07585-3.
- 1983: Rückkehr zum starken Staat? Studien über Konservatismus, Faschismus und Demokratie. Suhrkamp, Frankfurt am Main 1983, ISBN 3-518-11133-7.
- 1987: Arbeiterbewegung, Faschismus, Neokonservatismus. Suhrkamp, Frankfurt am Main 1987, ISBN 3-518-28289-1.
- 1989: Vertragsdenken und Utopie. Studien zur politischen Theorie und zur Sozialphilosophie der frühen Neuzeit. Suhrkamp, Frankfurt am Main 1989, ISBN 3-518-28377-4.
- 1990: Das Ende der politischen Utopie? Suhrkamp, Frankfurt am Main 1990, ISBN 3-518-28510-6.
- 1997: Utopieforschung. Eine Bilanz. Primus-Verlag, Darmstadt 1997, ISBN 3-89678-037-9.
- 2000:  Politische Utopien der Neuzeit. Wissenschaftliche Buchgesellschaft, Darmstadt 1991. 2. Auflage:  Winkler, Bochum 2000, ISBN 3-930083-52-3.[13]
- 2001: Utopische Profile. Band 1: Renaissance und Reformation. Lit, Münster 2001, ISBN 3-8258-5428-0.
- 2002: Utopische Profile. Band 2: Aufklärung und Absolutismus. Lit, Münster 2002, ISBN 3-8258-5429-9.
- 2002: Utopische Profile. Band 3: Industrielle Revolution und Technischer Staat im 19. Jahrhundert. Lit, Münster 2002, ISBN 3-8258-5430-2.
- 2004: Utopische Profile. Band 4: Widersprüche und Synthesen des 20. Jahrhunderts. Lit, Münster 2004, ISBN 3-8258-5431-0.
- 2005: Demokratietheorien. Historischer Prozess – Theoretische Entwicklung – Soziotechnische Bedingungen. Eine Einführung. VS, Wiesbaden 2005, ISBN 3-531-14722-6.
- 2011: Philosophische Anthropologie und der technisch aufgerüstete Mensch. Winkler, Bochum 2011, ISBN 3-89911-184-2.
- 2012: Zwischen Darwin und Marx. Zur Rezeption der Evolutionstheorie in der deutschen und der österr. Sozialdemokratie vor 1933/34. Böhlau, Wien 2012, ISBN 3-205-78803-6.
- 2016: Der erste Präsident. Karl Renner, eine politische Biografie. Paul Zsolnay Verlag, Wien 2016, ISBN 978-3-552-05773-9.

Artikel und Aufsätze
- 1999: Ikarischer Kommunismus. Zu Etienne Cabets utopischem Roman «Reise nach Ikarien». In: Utopie kreativ, Heft 108 (Oktober 1999), S. 73–85. Online als pdf.
- 2004: Wie zukunftsfähig ist der klassische Utopiebegriff? In: Utopie-kreativ, Heft 165 (Juli 2004), S. 617–636. Online als pdf.
- 2007: Renaissance der Utopie? In: Utopie-kreativ, Heft 201 (Juli 2007), S. 605–617. Online als pdf.
- 2008: Faschismustheorien. Ihre Bedeutung für die Forschung und die politische Bildung. In: Utopie-kreativ, Heft 215 (September 2008), S. 773–784. Online als pdf.